# Simonetti (famiglia)
La Famiglia Simonetti, romana, si mette in luce nel mondo dell'arte nell'Ottocento e si radica in profondità nel panorama culturale e artistico del suo tempo. La sua presenza si fa sentire a Roma anche in pieno Novecento. Per esporre la storia di questa famiglia, bisogna risalire, per ascendenza femminile, ai Raffaelli, noti a Roma fin dal Settecento come produttori di mosaici e di micro mosaici.

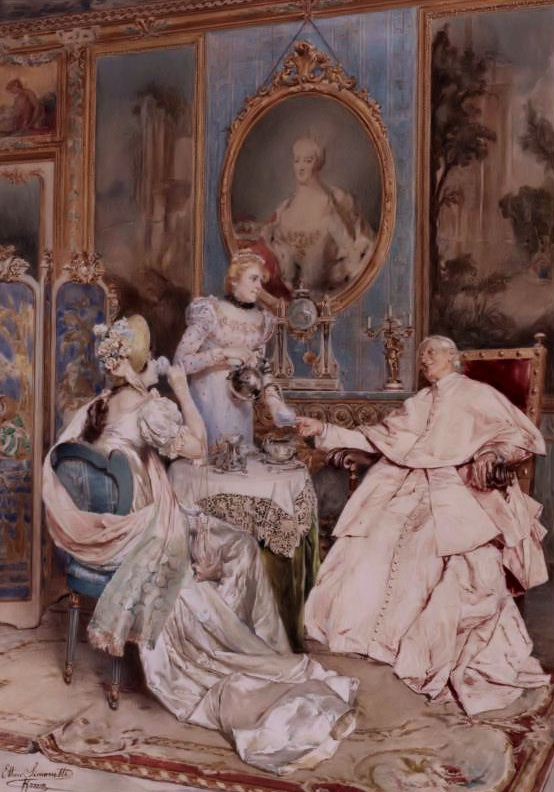
Ettore Simonetti, Afternoon Tea dal papa

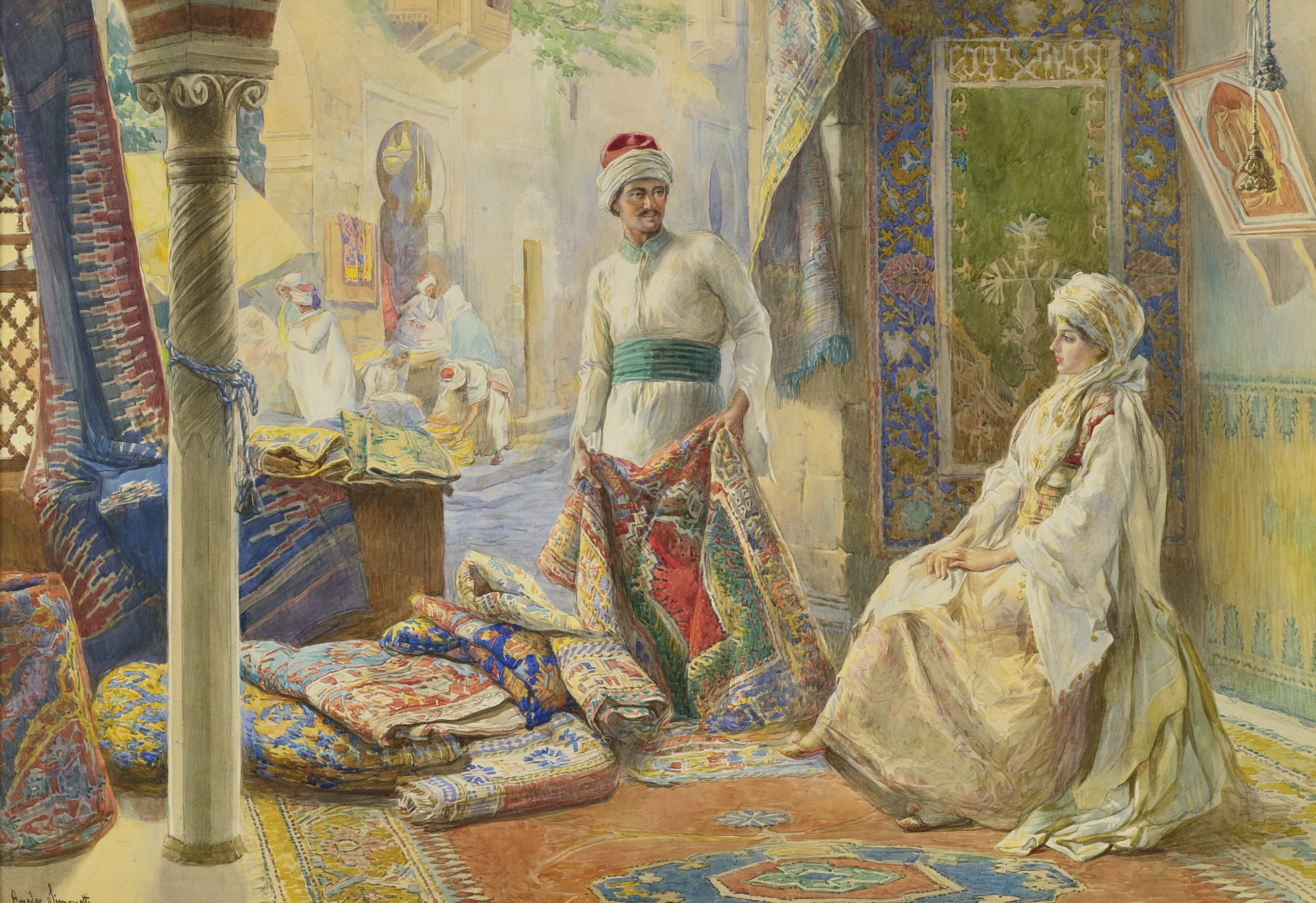
Amedeo Simonetti, Mercante di tappeti

## Storia
La storia della famiglia inizia dunque a Roma, alla fine del Settecento.
- Giacomo Raffaelli (1753-1836), mosaicista. Intorno al 1775, con l'aiuto Cesare Aguatti inventò il micromosaico, formato da micro tessere a smalto (materia vetrosa, mescolata a componenti minerali che ne costituivano il colore). Questi micro mosaici erano incorniciati o utilizzati per decorare gioielli e tabacchiere, oggetti oggi molto ricercati e rari sul mercato antiquario. Ebbe tre figli, ma solo Vincenzo seguì le sue orme di mosaicista.
- Vincenzo Raffaelli (1783-1865), mosaicista, figlio di Giacomo. Collaborò col padre nella realizzazione di una copia, in mosaico e a grandezza naturale, dell'Ultima Cena di Leonardo da Vinci. Ha lasciato le sue Memorie manoscritte, oggi nel "Fondo Ceccarius" della Biblioteca Nazionale Centrale di Roma. Con lui si chiude la dinastia dei Raffaelli mosaicisti. Carolina Raffaelli, figlia di Giovanni (altro figlio di Giacomo Raffaelli), sposò Francesco Simonetti.
- Francesco Simonetti (1797-1861), orafo, cesellatore e argentiere, figlio dell'indoratore Giuseppe Antonio e di Anna Maria Richebach, risulta attivo e con bottega a Roma dal 1828 al 1861. La vedova Carolina Raffaelli tenne aperta la bottega fino al 1868, quando fu annullata la patente di orafo del fu Francesco Simonetti. Carolina e Francesco ebbero 4 figliː Michelangelo, Attilio, Scipione ed Ettore. Michelangelo Simonetti sposò Guglielma Severini, da cui nacque Amedeo.
- Amedeo Simonetti (1874-1922), figlio di Michelangelo, pittore. In famiglia lo chiamavano Momo. Seguì l'esempio dello zio pittore Ettore Simonetti. Studiò all'Accademia di Belle Arti di Roma con Giovanni Costantini e fece parte dei XXV della Campagna romana col nomignolo di "Grillo". Dalla moglie Ersilia Tomassoni ebbe Virgilio.
- Virgilio Simonetti (1897-1982), pittore, figlio di Amedeo. Suo padre lo introdusse tra i XXV della campagna romana che gli diedero il nomignolo "Gazzella". Per la scelta cromatica si ispirò ad Armando Spadini e al post-impressionismo toscano di Ardengo Soffici. Ultimo rimasto in vita del gruppo dei XXV della Campagna romana, ha fornito ricordi e documenti allo storico dell'arte Renato Mammuccari che ha ricostruito la storia di questa stagione pittorica romana.
- Attilio Simonetti (1843-1925), pittore e antiquario, figlio di Francesco. Fu amico di Mariano Fortuny e di Filippo Palizzi. Acquistò il palazzo romano Odescalchi, in via Vittoria Colonna, dove trasferì il suo studio e la sua galleria antiquaria. Per il carnevale romano del 1880 ideò una ipotetica e seicentesca visita del principe di Corcumello al castello di Boccadoro. I partecipanti alla mascherata erano vestiti con costumi autentici del Seicento, compresi quelli di moschettieri[1]. Con una vendita all'asta (catalogo in italiano e in francese) nel 1883 disperse arredi e costumi autentici settecenteschi e di origine orientale, fornendo ai pittori, soprattutto romani, il materiale per impostare uno scenario, completo di abiti di stoffe e di arredi, per le loro opere pittoriche orientaliste e settecentesche. Attilio ebbe 6 figli: dalla moglie Celeste ebbe Emma, Ugo e Aldo e, dopo la morte della moglie, ebbe Velia, Armando (conosciuto come Dino Terra) e Beatrice.
- Aldo Simonetti, antiquario e arredatore, figlio di Attilio. Con il padre realizzò il progetto e l'arredamento di una Villa pompeiana a Sorrento, ispirandosi alla Casa dei Vettii di Pompei.
- Dino Terra, pseudonimo di Armando Simonetti (1903-1995), figlio di Attilio, scrittore. Attratto dal futurismo e dalle avanguardie, frequentò il "Teatro degli Indipendenti" di Anton Giulio Bragaglia. Alcune sue opere teatrali sono state rappresentate con scenografie di De Chirico.
- Ettore Simonetti (1857-1909), pittore, figlio minore di Francesco. Insegnò alla Scuola libera del nudo all'Accademia di Belle Arti di Roma. Esponente del Settecentismo, si ispirò liberamente al pittore veneziano Pietro Longhi. Noto anche come pittore orientalista, fu particolarmente apprezzato da collezionisti spagnoli e francesi. Fu amico del pittore orientalista Cesare Biseo, anche lui appartenente al gruppo dei XXV della Campagna romana.
- Giacomo Raffaelli era anche un antenato, per parte materna, di Giuseppe Ceccarelli, figlio di Eugenio e di Clelia Raffaelli e noto come Ceccarius (1889-1972) - studioso e giornalista, interprete delle antiche tradizioni romane - il quale ereditò parte dell'archivio degli antenati Raffaelli. Alla sua morte questo archivio fu inserito nel "Fondo Ceccarius" della Biblioteca Nazionale Centrale di Roma.

### Opere nei musei e documentazione
Opere di Attilio Simonetti sono in molti musei, tra cui la Galleria d’Arte Moderna di Milano, il Museo di Capodimonte, il Metropolitan Museum di New York, il Museum of Fine Arts di Boston. Giovanni Carboni, antiquario, discendente di Attilio Simonetti, ha messo a disposizione degli studiosi un Archivio Simonetti che comprende documenti e opere sulla vita del pittore e antiquario e anche sugli antenati Raffaelliː 300 stampe, 260 disegni e acquerelli, 250 documenti, 500 fotografie e 100 libri e cataloghi, dal 1862 in poi. Opere di Ettore e di Amedeo Simonetti sono al Museo di Roma in Trastevere.